# 哈利·波特：魁地奇世界盃
《哈利波特：魁地奇世界盃》是由电子艺界公司所出品的电子游戏，這個遊戲是哈利波特系列當中虛幻的運動比賽魁地奇。玩家先打霍格華茲魁地奇盃（由四大學院葛來分多、斯莱特林、赫奇帕奇和拉文克劳互相競爭），然後再晉級到打魁地奇世界盃（由美國、英格蘭、法國、德國、斯堪的纳维亚、日本、西班牙、澳大利亞與保加利亞相互競爭）。最具爭議的是在這個遊戲裡面，魁地奇世界盃當中的參賽國，竟然沒有愛爾蘭，因為在第四本小說《哈利波特─火盃的考驗》當中，愛爾蘭擊敗了保加利亞，奪得魁地奇世界盃的冠軍。

## 主要角色
- 哈利·波特(葛來分多)
- (史萊哲林)
- (雷文克勞)
- (赫夫帕夫)
- (保加利亞，德姆蘭)

## 霍格華茲球隊陣容
因為書本未有命名霍格華茲的所有學院隊學生，這遊戲是依照《哈利波特：阿茲卡班的逃犯》的劇情來編寫。J.K.羅琳已經參與「哈利波特 遊戲系列」的其中，例如「哈利波特挑戰咭」遊戲；所以將有機會提供他們的姓名。以下就是霍格華茲魁地奇隊伍的隊員姓名:

### 
- 西亞·史賓特 (追蹤手)
- 莉娜·強生 (追蹤手)
- 凱娣·貝爾 (追蹤手)
- 弗雷·衛斯理 (打擊手)
- 喬治·衛斯理 (打擊手)
- 奥利佛·木透 ，榮恩· 衛斯理 (看守手)
- 哈利·波特，金妮·衛斯理 (搜捕手)

- 羅傑‧達維 (追蹤手)
- Jeremy Stretton (追蹤手)
- Randolph Burrow (追蹤手)
- Duncan Ingleberry (打擊手)
- Jason Samuels (打擊手)
- Grant Page (看守手)
- (搜捕手)

- Tamsin Appleby (追蹤手)
- Malcolm Preist (追蹤手)
- Heidi MaCavoy (追蹤手)
- Maxine O'Flaherty (打擊手)
- Anthony Rickett (打擊手)
- Herbert Fleet (看守手)
- (搜捕手)

- 馬科．福林 (追蹤手)
- Adrian Pucey (追蹤手)
- Graham Montague (追蹤手)
- Lucian Bole (打擊手)
- Peregrin Derrick (打擊手)
- 邁爾斯·布萊奇 (看守手)
- (搜捕手)

## 相關
- 哈利波特：魁地奇世界盃影片